# Henry George Webster
Henry George Webster, dit Harry Webster, né le 27 mai 1917 à Coventry et décédé le 6 février 2007, est un ingénieur automobile Britannique qui a dirigé la conception de célèbres automobiles Triumph des années 1950 et 1960.

## Carrière
Henry George Webster a reçu son éducation à l'école primaire de Welshpool puis au lycée technique de Coventry. Il reste à Coventry où il intègre la Standard Motor Company en 1932 comme apprenti, et passe six ans dans le service d'ingénierie aéronautique de Standard lors de la Seconde Guerre mondiale, après quoi il retourne au service de conception de châssis automobile.
À la suite de l'acquisition de la Triumph Motor Company en 1946, les capacités de Webster en ingénierie et conception de châssis aident à relancer cette marque dans les années 1950. En 1957, Webster devient directeur de l'ingénierie de Triumph puis, en 1967, il est nommé ingénieur en chef chez Leyland Motors, qui a, à l'époque, acquis Standard-Triumph.  En 1968, à la suite de la fusion de British Motor Holdings avec Leyland Motors, qui forme British Leyland Motor Corporation (BLMC), il remplace Alec Issigonis au poste de directeur technique de BLMC.
Webster a travaillé sur la série de voitures de sport TR de Triumph, incluant les TR2, TR3, TR4 et TR5 (la première voiture de sport britannique à être équipée en série d'un moteur à injection), et s'est lié avec le carrossier italien Giovanni Michelotti pour concevoir les TR4, Herald, Vitesse, Spitfire, 2000, et Stag.
En 1974, il est nommé commandeur de l'Ordre de l'Empire britannique en remerciement de ses contributions à l'industrie automobile britannique. La même année, après avoir démissionné de BLMC, il devient directeur technique du groupe Automotive Products, fabricant de freins et d'embrayages basé à Leamington Spa. 
Il prend sa retraite en 1982 et vit ensuite à Kenilworth, où il avait déménagé à la fin des années 1950, jusqu'à son décès en 2007.